# Stylurus flavipes
Stylurus flavipes là loài chuồn chuồn trong họ Gomphidae. Loài này được Charpentier mô tả khoa học đầu tiên năm 1825.